# Herrenstraße 9 (Memmingen)

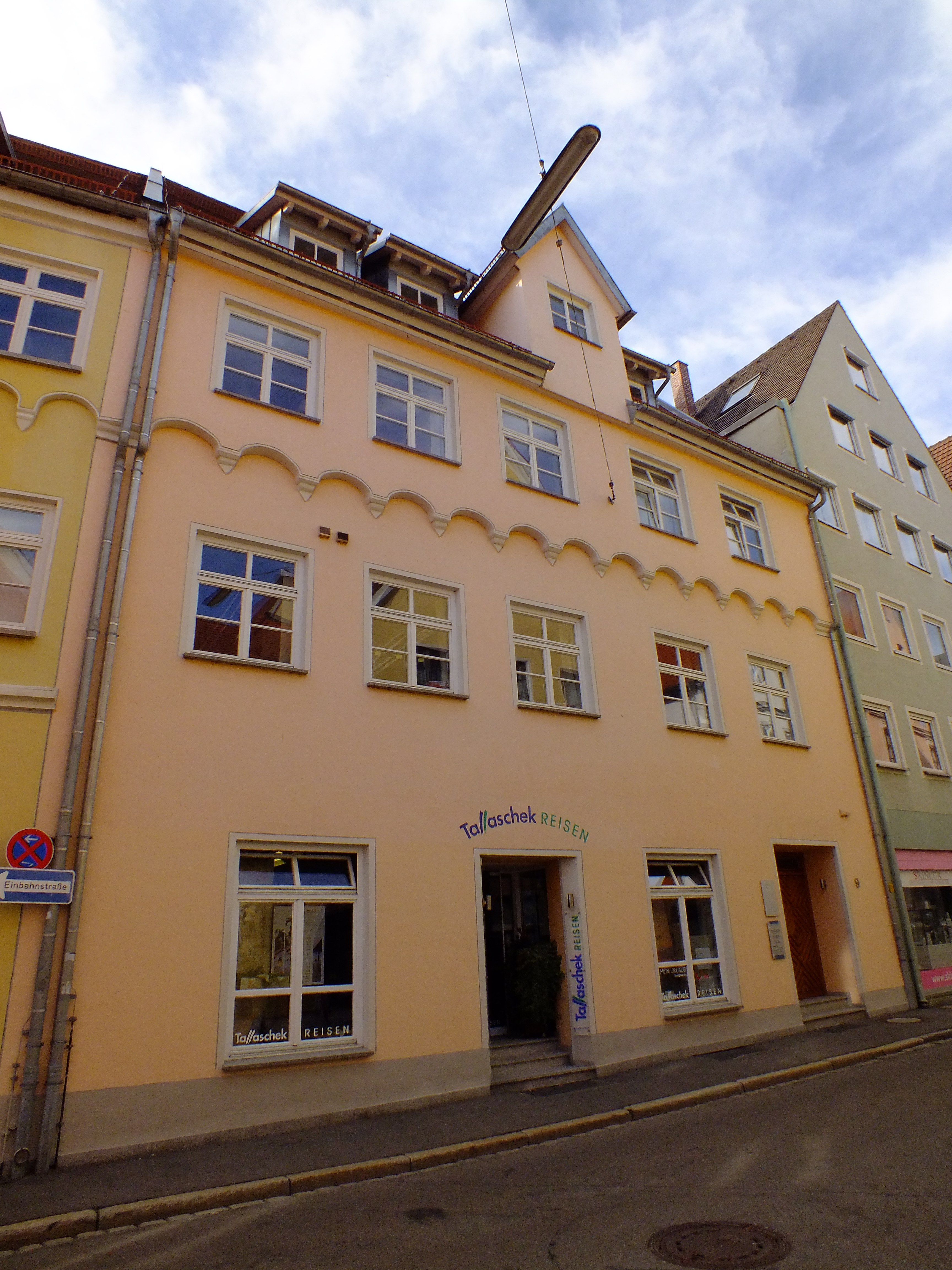
Herrenstraße 9

Das Haus mit der Anschrift Herrenstraße 9 im schwäbischen Memmingen ist ein dreigeschossiges Traufhaus, das unter Denkmalschutz steht.
Das Haus mit fünf Achsen wurde um 1570 erbaut. Der Kern dürfte älteren Datums sein. Das Obergeschoss ist über einem für Memmingen typischen Korbbogenfries auf Konsolen vorkragend erbaut. Nördlich des mittleren Eingangs befindet sich ein Zwerchhaus, auf dem Dach wurden drei moderne Dachgauben eingebaut.
Das Untergeschoss ist modernisiert mit Ladeneinbauten. Der Eingang des Ladens befindet sich etwa in der Mitte der Traufseite, der Herrenstraße zugewandt, die oberen Geschosse erreicht man über den Eingang am nördlichen Ende der Traufseite. Im rückwärtigen Teil des Erdgeschosses befindet sich eine zweischiffige Halle zu zwei Jochen. Die Kanten des Mittelpfeilers und die Scheidbögen sind abgeschrägt.